# Арслан, Мишель
Мишель Арслан (имя при рожд. Хайел Андон Арам Мариам Арсланян, итал. Michele Arslan; 23 января 1904, Падуя, Италия — 1988, Падуя, Италия) — итальянский учёный-отоларинголог, доктор наук, профессор кафедры отоларингологии Падуанского университета. Разработал лечение синдрома Меньера ультразвуком.
Его отец Ервант Арслан (Арсланян) был также учёным-медиком, родившимся в Карпуте (Западная Армения) 23 мая 1865 года в дворянской семье. Ервант в возрасте 15 лет, желая добраться до Италии, чтобы лучше посвятить себя учёбе, покинул родину, возможно, следуя за караваном купцов, направлявшимся в Европу.
Мишель Арслан автор около 300 научных публикаций.
Является обладателем почётной награды от Американского института ультразвука в медицине.
Его дочь — итальянская писательница Антония Арслан.
Умер в 1988 году.